# Monnières (Loira Atlantica)
Monnières è un comune francese di 1 919 abitanti situato nel dipartimento della Loira Atlantica nella regione dei Paesi della Loira.

## Società

### Evoluzione demografica
Abitanti censiti